# اسفند ۱۳۹۰
اسفند ۱۳۹۰، دهمین ماه سال ۱۳۹۰ خورشیدی است.
آغاز آن دوشنبه: ‎۲ اسفند ۱۳۹۰ (۲۰ فوریه ۲۰۱۲) میلادی

مطابق با ۲۷ ربیع الاول ۱۴۳۳ قمری می‌باشد.

## ۱ اسفند۱۳۹۰
دوشنبه: ‎۲ اسفند ۱۳۹۰ (۲۰ فوریه ۲۰۱۲)
 •  فدراسیون فوتبال اعلام کرد، در جلسهٔ شنبهٔ کمیسیون بدوی رسیدگی به تخلفات دوپینگ پروندهٔ ۳ بازیکن لیگ برتری و ۱ بازیکن لیگ دسته یک فوتبال که مشکوک به استفاده از مواد غیر مجاز بوده‌اند بررسی و ضمن اعلام اسامی آنها احکام مربوطه نیز صادر شده‌است.ویکی‌خبر

## ۲ اسفند۱۳۹۰
دوشنبه: ‎۳ اسفند ۱۳۹۰ (۲۱ فوریه ۲۰۱۲)

## ۴ اسفند۱۳۹۰
دوشنبه: ‎۵ اسفند ۱۳۹۰ (۲۳ فوریه ۲۰۱۲)
 • روز چهارشنبه (به وقت محلی) در حادثه‌ای که برای یک دستگاه قطار مسافربری در ایستگاه راه‌آهن شهر بوئنوس آیرس، پایتخت آرژانتین روی داد بیش از هفتصد نفر کشته و زخمی شدند.
مقامات پلیس اعلام کرده‌اند در این حادثه ۴۹ نفر کشته و بیش از ۶۵۰ نفر مجروح شده‌اند.ویکی‌خبر
 • در سلسله انفجارهایی که امروز در شهر بغداد به وقوع پیوست، تاکنون ۳۲ جان خود را از دست داده‌اند.

## ۵ اسفند۱۳۹۰
دوشنبه: ‎۶ اسفند ۱۳۹۰ (۲۴ فوریه ۲۰۱۲)

## ۷ اسفند۱۳۹۰
دوشنبه: ‎۸ اسفند ۱۳۹۰ (۲۶ فوریه ۲۰۱۲)

## ۸ اسفند۱۳۹۰
دوشنبه: ‎۹ اسفند ۱۳۹۰ (۲۷ فوریه ۲۰۱۲)
 • هشتاد و چهارمین مراسم اسکار در حالی در روز یکشنبه به وقت محلی برگزار شد که سینمای ایران برای نخستین بار موفق به کسب این جایزه معتبر گردید و فیلم جدایی نادر از سیمین به کارگردانی اصغر فرهادی جایزه بهترین فیلم غیر انگلیسی زبان این دورهٔ اسکار را از آن خود کرد. ویکی‌خبر
 • مرکز لرزه‌نگاری موسسهٔ ژئوفیزیک دانشگاه تهران اعلام کرد امشب مقارن ساعت ۲۲:۱۸:۵۵ زمین‌لرزه‌ای به بزرگی ۵٫۴ ریشتر حوالی شهر راور و کوهبنان در استان کرمان را لرزانده‌است.

## ۹ اسفند۱۳۹۰
دوشنبه: ‎۱۰ اسفند ۱۳۹۰ (۲۸ فوریه ۲۰۱۲)

## ۱۲ اسفند۱۳۹۰
دوشنبه: ‎۱۲ اسفند ۱۳۹۰ (۲ مارس ۲۰۱۲)
 • وزارت کشاورزی ایالات متحده آمریکا در روز پنجشنبه اعلام کرد، ایران در حدود ۱۲۰ هزار تن گندم به ارزش تقریبی ۴۶ میلیون دلار را از این کشور خریداری کرده که قرار است در اواسط خرداد ماه سال آینده به ایران تحویل داده شود. ویکی‌خبر

## ۱۴ اسفند۱۳۹۰
دوشنبه: ‎۱۴ اسفند ۱۳۹۰ (۴ مارس ۲۰۱۲)
 • در سلسله انفجارهایی که امروز در جمهوری کنگو روی داده بیش از ۲۰۰ تن کشته و حداقل ۱۵۰۰ نفر نیز مجروح شده‌اند که حالی بسیاری از آنها وخیم گزارش گردیده و اعلام شده هنوز تعدادی زیادی از مجروحین در زیر آوار ساختمان‌ها مدفون هستند.ویکی‌خبر

## ۱۵ اسفند۱۳۹۰
دوشنبه: ‎۱۵ اسفند ۱۳۹۰ (۵ مارس ۲۰۱۲)

## ۱۸ اسفند۱۳۹۰
دوشنبه: ‎۱۸ اسفند ۱۳۹۰ (۸ مارس ۲۰۱۲)

## ۲۱ اسفند۱۳۹۰
دوشنبه: ‎۲۱ اسفند ۱۳۹۰ (۱۱ مارس ۲۰۱۲)

## ۲۴ اسفند۱۳۹۰
دوشنبه: ‎۲۴ اسفند ۱۳۹۰ (۱۴ مارس ۲۰۱۲)

## ۲۵ اسفند۱۳۹۰
دوشنبه: ‎۲۵ اسفند ۱۳۹۰ (۱۵ مارس ۲۰۱۲)
 • عصر امروز و در بیست و پنجمین دیدار نهایی جام حذفی دو تیم استقلال تهران و شاهین بوشهر در ورزشگاه حافظیه شیراز به مصاف یکدیگر رفتند که این تیم استقلال بود که توانست در نهایت و در ضربات پنالتی با نتیجه ۴ بر ۱ حریف خود را از پیش رو بردارد و جام قهرمانی را بالای سر ببرد. ویکی‌خبر

## ۲۹ اسفند۱۳۹۰
دوشنبه: ‎۲۹ اسفند ۱۳۹۰ (۱۹ مارس ۲۰۱۲)
 • هیلاری کلینتون وزیر امور خارجه ایالات متحده آمریکا در پیامی که برروی سایت وزارت امور خارجه این کشور منتشر شده فرا رسیدن عید نوروز را مردم ایران تبریک گفت. ویکی‌خبر